# Museu d'Alcover
El Museu d'Alcover és un museu local que està ubicat al municipi d'Alcover, a l'Alt Camp. El Museu està ubicat en una antiga casa noble, coneguda com a Ca Batistó, construïda a finals del s. XVII per una família de comerciants d'aiguardent, la família Andreu, qui l'habitaria durant uns 250 anys, deixant el nom a la casa. L'Ajuntament d'Alcover compraria la finca el 1973, per traslladar el museu municipal, originalment emplaçat al portal de Sant Miquel. Durant els anys 90 el museu es va ampliar amb la compra de l'edifici adjacent, per poder ampliar la col·lecció permanent.

## Ca Batistó

### Descripció
L'edifici és situat al costat del portal de La Saura. La seva condició de casa senyorial es manifesta en les àmplies estances de l'interior. La disposició de la façana és simple, com s'esdevé en la major part de les cases nobles d'Alcover. Té dues portes d'arc escarser a la planta baixa i dos pisos amb tres portes balconeres. A les golfes hi ha quatre finestres. El coronament de la façana és de cornisa amb barana contínua. El material emprat en l'obra és la pedra arrebossada. Conserva encara arcs gòtics a la planta baixa i decoració romàntica en l'interior.

### Història
Construït l'any 1634 sobre un edifici anterior, del qual encara es poden veure els arcs gòtics a la planta baixa. Va ser propietat de la família Andreu fins a l'any 1924, en què fou adquirida per Francesc Barberà. L'any 1940 s'hi va fer una reestructuració. La casa es va unir a la torre de la Saura, lloc que havia servit, vers la fi del segle passat, d'impremta a l'escriptor Josep Alardern (Cosme Vidal). Amb data de 1968 el conjunt fou comprat per la societat "Entre-villas, S.A.", que el va vendre a l'Ajuntament d'Alcover. A l'inici dels anys setanta es va decidir la instal·lació del Museu Municipal, i en la mateixa dècada s'hi instal·laren també, les oficines del "Centre d'Estudis Alcoverencs". En l'actualitat l'edifici es dedica exclusivament a activitats culturals.

## El Museu
El Museu d'Alcover va ser construït l'any 1967, inicialment per a donar cabuda als fòssils triàsics que apareixien a les pedreres de la Lloera; progressivament s'ha ampliat amb una col·lecció diversa d'història i art locals. En aquells inicis, el Museu s'ubicava en una de les torres defensives del portal de Sant Miquel, i incloïa només dues sales.
El 1973 va ser traslladat a ca Batistó, una casa senyorial situada vora el Portal de la Saura. Allà hi romangué obert fins al 1998, quan s'iniciaren les seves obres de remodelació i de construcció d'un edifici adjacent. La finalització de les obres d'ampliació no significà però la reobertura immediata de la seu museística, ja que no és fins a l'any 2004 que el Museu d'Alcover reobrí les portes amb modernitzades instal·lacions museístiques i la important col·lecció paleontològica com a principal atractiu de l'exposició permanent.

## Col·lecció
La col·lecció és gestionada pel Patronat del Museu, que és qui en té la titularitat pública.
El seu fons el constitueixen diverses col·leccions, entre les que es poden trobar numismàtica, etnografia, etnologia, arqueologia, obres d'art.
El museu destaca per la seva col·lecció de paleontologia, formada per fòssils de quasi totes les eres geològiques terrestres fins a un total de més de 2.000 exemplars, destacant especialment els fòssils del Triàsic procedents de les pedreres d'Alcover i Mont-ral. Es pot veure el fòssil original d'un peix trobat a les pedreres que va donar nom a l'espècie, desconeguda anteriorment, Alcoveria brevis. El fons del Museu, conjuntament amb el Museu Geològic del Seminari de Barcelona, és una de les col·leccions paleontològiques triàsiques marines més importants de Catalunya, i un referent científic arreu del món.

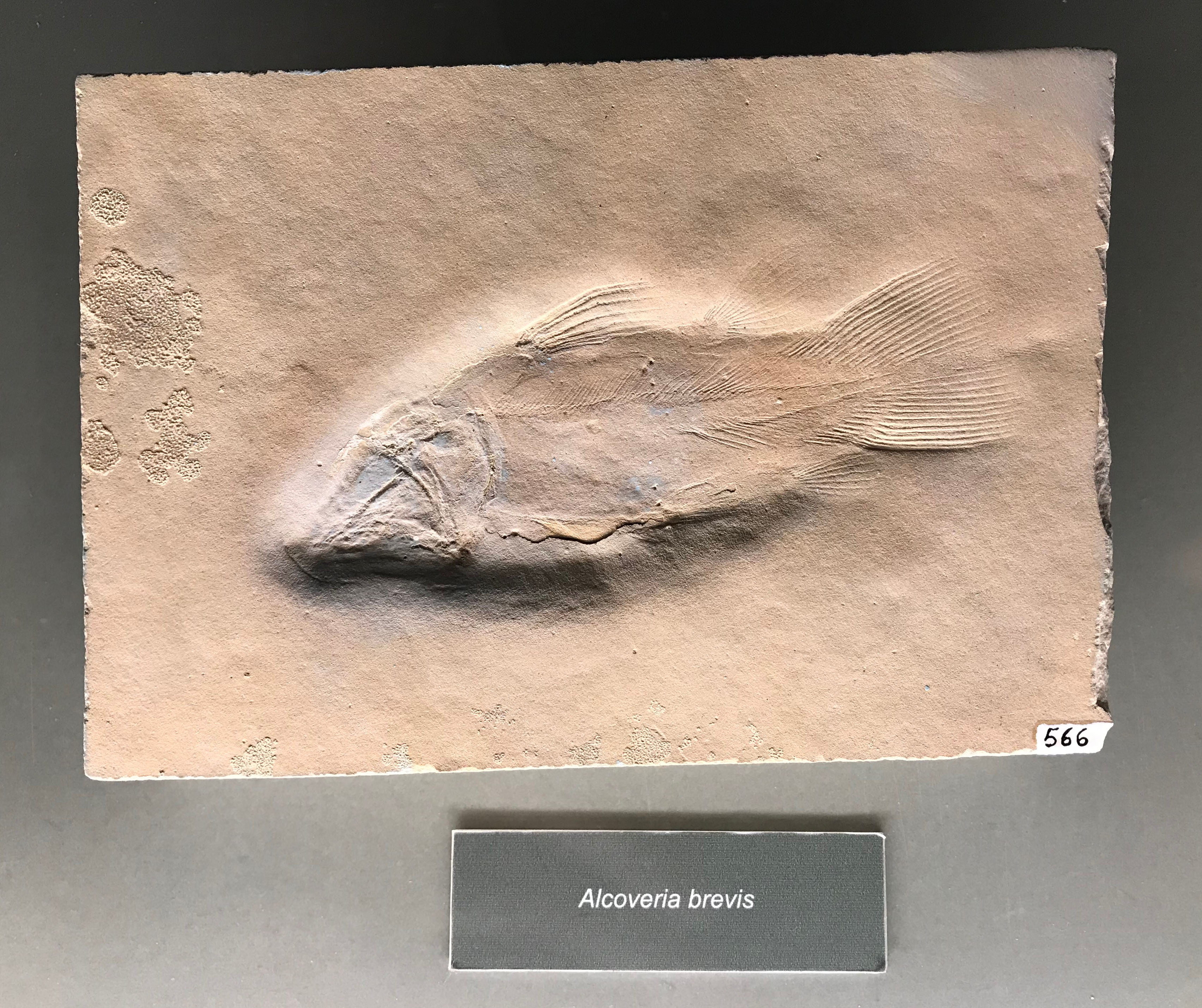
Fòssil original

### Exposicions permanents
El museu consta de tres exposicions permanents: 
- Les Muntanyes de Prades ara fa 240 milions d'anys. Els fòssils d'Alcover-Mont-ral
- Ca Batistó, Modernitat Burgesa i Modernisme Literari
- Espai Anton Català: Exposició permanent d'aquest pintor nascut a Alcover, on es poden veure diversos dels seus treballs: olis, aquarel·les, xilografies, pintura sobre ceràmica, així com diversos exemples de pintures murals realitzades per la comarca.]

### Exposicions temporals
El museu també realitza diverses exposicions temporals cada any. Entre d'altres, s'han pogut veure: 
- 2004: Victor Horn. Un fotògraf alemany a la Guerra Civil, El paisatge de la Pedra en Sec, 100 anys de Patufet,
- 2005: La mirada d'un metge andorrà. Testimoni d'una època (1890-1920). Fotografies tarragonines de Joaquim de Riba Camarlot., Tàrraco
- 2006: El jaciment arqueològic del Camí del Molí. Noves evidències d'època romana a Alcover, Paisatges Estimats, Les Biblioteques Populars en la Pau i en la Guerra, El retorn dels documents confiscats a Catalunya.
- 2007: El Paratge Natural de Poblet en imatges. Passat i present, Gaudir sense Gaudí, Ca Batistó: records i imatges del passat, Mirada amb ulls oberts
- 2008: L'aigua: font de vida i de paisatges al Camp de Tarragona i Terres de l'Ebre, La digitalització dels plànols topogràfics parcel·laris del terme d'Alcover. La interpretació del document, Camins històrics i tradicionals de les comarques de Tarragona, V Biennal d'arquitectura “Alejandro de la Sota”
- 2009: Grup Políedre, pintura, escultura i ceràmica, Els problemes de salut i la fotografia, Descobrir les nostres col·leccions: Instrumental mèdic, La recerca i la producció bibliogràfica dels darrers anys sobre la guerra del Francès, Descobrir les nostres col·leccions: Objectes militars, Valentí Canadell. Fotògraf, Joan Amades
- 2011: Ramon Llull i l'inici del diàleg entre cultures, Memòria d'un poble: els pergamins d'Alcover (s. XIV-s. XVII)

### Publicacions
Al llarg de la història del museu, ha realitzat diverses publicacions:
- AADD. El vidre en museus de les comarques de Tarragona
- AADD. Alcover, estat de la qüestió
- AADD. La història de l'educació des d'una perspectiva local. L'ensenyament a Alcover
- AADD. Josep Aladern (1868-1918). Vida i obra
- AADD. Retaule. Romànic i gòtic d'Alcover
- AADD. Alcover: una història
- AADD. Petita història d'Alcover
- AADD. Alcoliver
- Alcover. Muntanyes de Prades: la vall del riu Glorieta. Itinerari de natura autoguiat. Editat per l'Ajuntament d'Alcover
- Antoni Isern. Obra literària (edició a cura de Joan Cavallé i Magí Sunyer)
- BARBARÀ, A. Memòries d'un alcoverenc d'avui
- BERTRAN, Jordi: BLAI, J. Els balls parlats a Alcover. El poble viu la festa al carrer
- CÁCERES, J. La participació d'Alcover en la Catalunya preindustrial:els molins paperers
- CAVALLË, J. Quan les cases volien ser palaus. La població d'Alcover, 1553-1625
- FIGUERAS, J. El teatre a Alcover. Aproximació a la seva història (1941-1966)
- PARRAL, J. Alcover durant la dictadura de Primo de Rivera (1923-1930)
- ROCA, J. L'ermita del Remei d'Alcover. Una aproximació antropològica